# City of Westminster
Westminster este un burg londonez și în același timp un oraș cu drepturi depline, situat în partea central-vestică a Londrei și la nord de râul Tamisa.

## Atracții
- Palatul Westminster
- Big Ben
- Catedrala Westminster
- Whitehall
- 10 Downing Street
- Piața Trafalgar
- Piccadilly Circus
- Charing Cross
- Oxford Circus
- Palatul Buckingham
- The Mall
- Covent Garden
- Leicester Square
- Royal Albert Hall
- Albert Memorial
- Grădină zoologică Londra